# 文献通考
『文献通考』（ぶんけんつこう）は、上古から南宋の寧宗の開禧3年（1207年）に至る歴代の制度の沿革を記した中国の政書。
元の延祐4年（1317年）、馬端臨（1254年 - 1324年）が完成させた。全348巻、考証3巻を付す。

## 概要
唐の杜佑の『通典』をモデルとするが、考証は正確で、宋代の制度について詳しく、『宋史』の志の部分や『宋会要』の欠を補う史料的価値があり、政書のなかでは最も評価されている。ただ、本書が100年も前の寧宗朝までしか記さなかったのは、散佚して伝わらない『宋朝国史』の志の部分を参考にしたためであると考えられる。『宋朝国史』は、寧宗朝までしか編纂されていなかった。また、その「経籍考」は、『郡斎読書志』や『直斎書録解題』に基づいて書かれている。
撰者の馬端臨は饒州楽平県の出身。

## 内容
- 田賦　土地制度論
- 銭幣　通貨論
- 戸口　人口戸籍論
- 職役　官僚制度論
- 徴榷　各種税制論
- 市糴　市場統制論
- 土貢　各地特産論
- 国用　物資輸送論
- 選挙　官吏任用論
- 学校　太学など学校制度論
- 郊社　国家祭祀論
- 宗廟　祖先祭祀論
- 王礼　王者典礼論
- 楽　　音楽制度論
- 兵　　軍事制度論
- 刑　　刑罰制度論
- 経籍　古典書籍論
- 帝系　皇帝系譜論
- 封建　封建制度論
- 象緯　天文観測論
- 物異　怪奇現象論
- 輿地　国内地理論
- 四裔　外国地理論